# Remember to Live
Remember to Live — мини-альбом американской рок-группы Flyleaf, вышедший в 2010 году, а также концертный тур в поддержку их альбома 2009 года Memento Mori.

## Список композиций
Авторы музыки и текстов — Flyleaf.
| №  | Название                                 | Длительность |
| -- | ---------------------------------------- | ------------ |
| 1. | «Justice & Mercy» (Violent Love Version) | 2:39         |
| 2. | «Okay»                                   | 2:23         |
| 3. | «Amy Says»                               | 3:37         |
| 4. | «Dear My Closest Friend»                 | 2:29         |
| 5. | «Light In Your Eyes»                     | 3:55         |
| 6. | «Believe In Dreams»                      | 4:27         |
| 7. | «Arise» (Ben Moody Mix)                  | 4:21         |

Примечания по списку композиций:
- «Believe In Dreams» и «Amy Says» — переработанные версии композиций, созданных группой в середине 2000-х до выхода дебютного альбома.
- «Okay» была написана в 2005 и часто исполняется на концертах группы перед песней «Tina»[4].
- «How He Love Us» — кавер-версия, концертное исполнение[5].
- «Arise» — композиция из Memento Mori.
- «Justice and Mercy» — композиция из Much Like Falling EP; Violent Love Version — акустическая версия.
- «Dear My Closest Friend» — композиция из раннего творчества Flyleaf, когда группа ещё выступала под названием Passerby. Прежде не издавалась.
- Бен Муди, создатель ремикса композиции «Arise», в настоящее время — гитарист группы We Are The Fallen, более всего известен по работе в группе Evanescence.

## Позиции в чартах
| Чарт (2010)                  | Лучший результат |
| ---------------------------- | ---------------- |
| Billboard 200                | 111              |
| Billboard Alternative Albums | 9                |
| Billboard Christian Albums   | 4                |
| Billboard Rock Albums        | 15               |